# Quanah Parker
Quanah Parker (Wichita Falls, Texas, 1845 - Fort Sill, Oklahoma, 1911) fou un cabdill comanxe mestís, fill del cabdill kwahadi Peta Nocona i de la presonera blanca Cynthia Ann Parker, que va morir de fam el 1870 quan fou «rescatada» pels soldats i no li permeteren tornar amb els comanxes. Des del 1874 Quanah Parker es va fer adepte a la religió de Wovoka, i des del juny del 1874 fins a l'abril del 1875 resistí als blancs amb aliats kiowa, arapaho i xeiene. Assolí fama de guerrer valerós en l'atac a Adobe Falls, però s'hagué de rendir a Fort Still el 1875. Confinat en una reserva, encoratjà els comanxes a adoptar l'agricultura, i fou cap dels comanxes i jutge tribal. El 1892 adoptà el culte al peiot i fou el màxim difusor de la Native American Church a Oklahoma.